# De Gaay Fortman

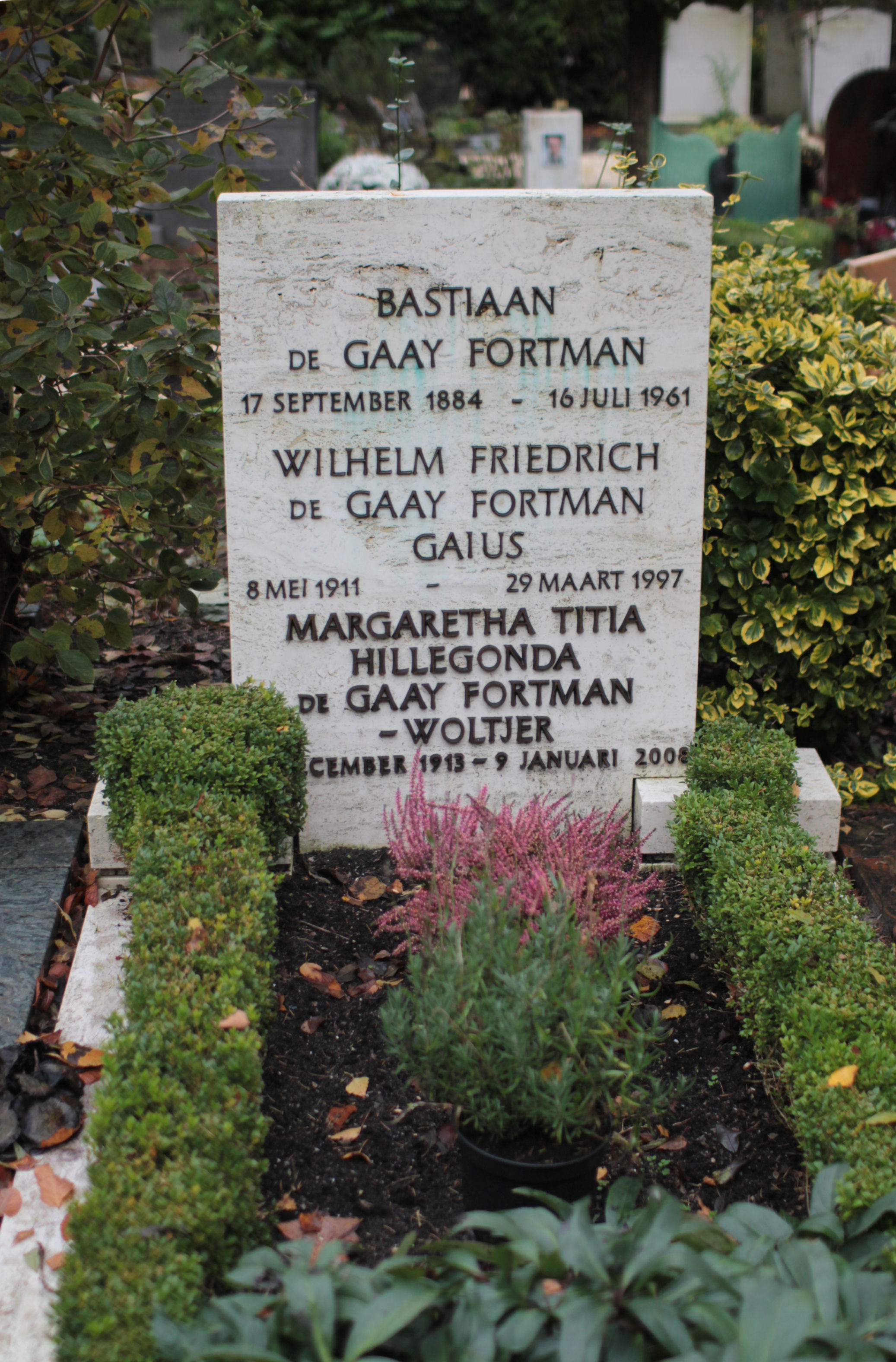
De zerk van het familiegraf op de Amsterdamse begraafplaats Zorgvlied

De Gaay Fortman is de naam van een Nederlands patriciërsgeslacht. 
Stamvader Jaques le Gay vestigde zich in of rond 1640 vanuit de Franstalige Vlaamse stad Dowaai in Leiden. Dowaai ligt tegenwoordig in Frankrijk en wordt daar en in Nederland Douai genoemd. Jaques le Gay was een protestant, waarschijnlijk een uit Frankrijk afkomstige hugenoot. Ds. Klaas de Gaay (1778-1821), een van zijn nazaten, voegde de naam van zijn stiefvader Pieter Fortman bij de zijne en werd stamvader van de familie De Gaay Fortman. In de 20e en 21e eeuw ging de geslachtsnaam ook over via de vrouwelijke lijn.
De familie werd in 2015 voor het laatst opgenomen in het Nederland's Patriciaat.

## Enkele telgen
Jacobus de Gaay (1745-1781), timmerman; trouwde in 1768 met Neeltje Klinkspaan (1741-1814) die als weduwe hertrouwde in 1783 met Pieter Jacobsz. Fortman
- ds. Klaas de Gaay (Nikolaas de Gaay Fortman) (1778-1821), predikant
  - Hendrika Wilhelmina de Gaay Fortman (1809-1880); trouwde in 1840 met Frederik Hendrik Hendriks (1808-1880), kunstschilder
  - ds. Pieter Leonard de Gaay Fortman (1817-1876), predikant
    - ds. Nicolaas Adriaan de Gaay Fortman (1845-1927), predikant, ridder in de Orde van Oranje-Nassau
      - Eugenia Maria Frederika de Gaay Fortman (1874-1901); trouwde in 1899 met prof. dr. Leonard Emilius Goester (1872-1934), hoogleraar Pharmacographie en Receptuur Universiteit te Leiden
      - Pieter Leonard de Gaay Fortman (1875-1954), kolonel en burgemeester, ridder in de Militaire Willems-Orde
      - Adriana Cornelia de Gaay Fortman (1880-1958); trouwde in 1905 met prof. mr. dr. Pieter Arie Diepenhorst (1879-1953), hoogleraar Economie Vrije Universiteit, lid van de Eerste Kamer der Staten-Generaal
      - mr. Bastiaan de Gaay Fortman (1884-1961), vicepresident arrondissementsrechtbank te Amsterdam
        - prof. mr. dr. Wilhelm Friedrich de Gaay Fortman (1911-1997), hoogleraar in de rechten, rector magnificus van de Vrije Universiteit en minister van Binnenlandse Zaken; trouwde in 1936 met Margaretha Titia Hillegonda Woltjer (1913-2008), dochter van prof. dr. Robert Herman Woltjer (1878-1955), hoogleraar aan de Vrije Universiteit en lid Eerste Kamer der Staten-Generaal
          - prof. dr. mr. Bas de Gaay Fortman (1937), lid van de Eerste en van de Tweede Kamer der Staten-Generaal
            - drs. Betteke de Gaay Fortman (1963), directeur ngo
              - Olivier de Gaay Fortman BBA, BPA, MA (1992), Ph.D.-student aan de ENS te Parijs; schreef met zijn grootvader De grondwetwijzer

            - mr. Marry de Gaay Fortman (1965), advocaat en commissaris van grote bedrijven, publiciste

          - Maria Margaretha (Marian) de Gaay Fortman (1939), trouwde in 1963 met prof. dr. Tom Voûte (1936-2008), kinderarts en hoogleraar kinderoncologie aan de Universiteit van Amsterdam
          - Elisabeth Jette Catharina de Gaay Fortman (1944), oud-maatschappelijk werker; trouwde in 1970 met mr. Bernard Holtrop (1943-1993), burgemeester